# Regles per a la direcció de l'enginy
Regles per a la direcció de l'enginy és un tractat inconclús escrit per René Descartes possiblement entre 1623 i 1629, i més probablement l'any 1628. Fou publicat l'any 1701, després de la seva mort. Aquest treball va plantejar la base del seu treball posterior sobre problemes complexos de matemàtiques, ciències i filosofia.

## Contingut
Es tracta d'un conjunt de regles que expliquen detalladament el mètode fonamentat en el Discurs del mètode'
Es van planificar 36 regles en total. Les regles 1-12 tracten la definició de ciència, les operacions principals del mètode científic (intuïció, deducció i enumeració), i què Descartes anomena «proposicions simples», que «se'ns presenten espontàniament» i que són objectes de cognició o intuïció certa i evident. Les regles 13–24 tracten el que Descartes anomena «problemes perfectament entesos», o problemes en els quals es coneixen totes les condicions rellevants per a la solució del problema, i que sorgeixen principalment en aritmètica i geometria. Les regles 25–36 tracten de «problemes imperfectament entesos», o problemes en què no es coneixen una o més condicions rellevants per a la solució del problema, però s'han de trobar. Aquests problemes sorgeixen majoritàriament a la filosofia natural i la metafísica. Tanmateix, el treball acaba prematurament a la regla 21.

### Regles
Les 12 primeres regles tracten de la seva metodologia científica proposada en general:
1. L'objectiu dels nostres estudis ha de ser la direcció de la nostra ment perquè pugui formar judicis sòlids i veritables sobre qualsevol assumpte que sorgeixi.
2. Hem d'ocupar-nos només d'aquells objectes que les nostres facultats intel·lectuals semblen competents per a saber de manera clara i indubtable.
3. Respecte a qualsevol tema que ens proposem investigar, no hem de preguntar què han pensat altres persones, o el que nosaltres mateixos conjecturem, sinó el que podem percebre clara i manifestament per intuïció o deduir amb certesa. Perquè no hi ha una altra manera d'adquirir coneixement.
4. Es necessita un mètode per a descobrir la veritat.
5. El mètode consisteix enterament en l'ordre i la disposició dels objectes cap als quals ha de dirigir-se la nostra visió mental si volem descobrir alguna veritat. Complirem exactament amb això si reduïm pas a pas les proposicions involucrades i fosques a aquelles que són més simples, i després començant amb la comprensió intuïtiva de tots aquells que són absolutament simples, intentem ascendir al coneixement de tots els altres seguint passos similars.
6. Per a separar el que és bastant simple del que és complex, i per a organitzar aquests assumptes de manera metòdica, en el cas de cada sèrie en la qual hem deduït certs fets l'un de l'altre, hem de notar quin fet és simple. I per a marcar l'interval, major, menor o igual, que separa a tots els altres d'això.
7. Si desitgem que la nostra ciència estigui completa, aquells assumptes que promouen la fi que tenim a la vista han de ser analitzats per un moviment de pensament que és continu i en cap lloc interromput; també han d'incloure's en una enumeració que sigui adequada i metòdica.
8. Si en els assumptes a examinar arribem a un pas en la sèrie en el qual la nostra comprensió no és prou bona per a tenir una cognició intuïtiva, hem de detenir-nos allà. No hem d'intentar examinar el que segueix; Així ens estalviarem el treball superflu.
9. Hauríem de dedicar tota la nostra atenció als fets més insignificants i més fàcils de dominar, i romandre molt de temps en la seva contemplació fins que estiguem acostumats a contemplar la veritat de manera clara i diferent.
10. Perquè pugui adquirir la sagacitat, la ment ha d'exercir-se en la cerca d'aquelles recerques la solució de les quals ja ha estat trobada per uns altres; i hauria de travessar de manera sistemàtica fins i tot els invents més insignificants dels homes, encara que haurien de preferir-se aquells en els quals l'ordre estigui explicat o implícit.
11. Si, després que hàgim reconegut intuïtivament una quantitat de veritats simples, desitgem extreure alguna inferència d'elles, és útil repassar-les en un acte de pensament continu i ininterromput, reflexionar sobre les seves relacions entre si i captar juntes diferents d'aquestes proposicions en la mesura que sigui possible al mateix temps. Perquè aquesta és una manera de fer que el nostre coneixement sigui molt més segur i d'augmentar en gran manera el poder de la ment.
12. Finalment, hem d'emprar tota l'ajuda de la comprensió, la imaginació, el sentit i la memòria, primer amb el propòsit de tenir una intuïció diferent de les proposicions simples; en part també per a comparar les proposicions.